# Sérgio Frota
Sérgio Barbosa Frota, conhecido no meio político como Sérgio Frota (São Luís, 5 de março de 1961) é um político brasileiro. Filiado ao Podemos, foi vereador de São Luís e deputado estadual pelo estado do Maranhão. 
Atual presidente do Sampaio Corrêa desde 2008.

## Carreira política
Começou a carreira política ao ser eleito vereador de São Luís pela primeira vez em 2012. Obteve 4.533 votos em 2012, sendo pelo PSDB. 
Foi eleito deputado estadual pelo PSDB em 2014, obtendo 30.525 votos. Tentou a reeleição em 2018, mas não obteve sucesso e perdeu novamente ao concorrer a uma vaga na Câmara dos Deputados pelos Podemos em 2022.